# Янгі-Турмуш (Росія)
Янгі́-Турму́ш (рос. Янги-Турмуш, башк. Яңы Тормош) — присілок у складі Давлекановського району Башкортостану, Росія. Входить до складу Алгинської сільської ради.
Населення — 9 осіб (2010; 8 в 2002).
Національний склад:
- башкири — 87 %